# Situ Gintung
Situ Gintung (tiếng Sunda, Hồ Gintung) là một hồ nhân tạo gần thị trấn Cirendeu tại Khu Tangerang, ngoại ô thủ đô của Indonesia. Hồ được tạo do một đập nước cao 16m được Chính quyền thuộc địa Hà Lan xây dựng năm 1933. Đập vỡ ngày 27 tháng 3 năm 2009 và kết quả là lũ lụt giết chết 93 người.

## Lũ lụt năm 2009
Đập ngăn nước bất ngờ vỡ lúc rạng sáng nay Thứ Sáu, 27 tháng 3 năm 2009, tạo ra cơn lũ đột ngột đổ xuống một khu dân cư đông đúc và nhấn chìm hàng trăm ngôi nhà, giết chết ít nhất 93 người. Khối nước khổng lồ đã ập xuống khoảng 400 ngôi nhà ở khu công nghiệp Tangerang lúc khoảng 2 giờ sáng. Theo cảnh sát và các nhân chứng cho hay, ở một số khu vực, nước ngập lên tới 2,5m.
"Một trận lũ đột ngột bất thần diễn ra và nó thật kinh hoàng", theo Seto Mulyadi, chủ nhân chiếc xe bị cuốn trôi gần 100m từ nơi để xe gần nhà tới một công viên. "Nhà tôi bẩn thỉu khủng khiếp....Nhưng ơn trời, gia đình tôi vẫn an toàn". Mulyadi nghe thấy tiếng còi báo động ở đập nước trước khi nước ùa qua tất cả các cửa sổ và cửa ra vào, làm nhà ông chìm trong làn nước cao 2,5m. Vợ và 4 đứa con của Mulyadi lúc đó đều đang ngủ trên gác và may mắn không hề hấn gì.
Lúc đầu, đội cứu hộ đã tìm thấy 20 thi thể, nhưng số người chết có thể còn tăng vì khi khối nước ập xuống, nhiều người còn đang say giấc. Ngoài số nạn nhân thiệt mạng, có ít nhất một chục người mất tích. Chưa rõ điều gì đã xảy ra khiến đập nước cao 10m, giữ khoảng 2 triệu mét khối nước sông Pesanggrahan, bị vỡ, cảnh sát trưởng khu vực nam Jakarta là Makmur Simbolon nói. Một nhân viên cứu hộ xưng tên là Toni nói với đài phát thanh El Shinta rằng có 19 người khác đang được chữa trị tại bệnh viện gần đó.